# Centrale idroelettrica del Dnepr
La centrale idroelettrica del Dnepr, denominata ufficialmente Dniprovs'ka HES (in ucraino Дніпровська ГЕС?; in russo Днепровская ГЭС имени В. И. Ленина?) o DniproHES (in ucraino ДніпроГÉС?), è una centrale idroelettrica di Ukrhydroenerho situata lungo il corso del fiume Dnepr nei pressi di Zaporižžja, in Ucraina. Nell'ambito della cascata di dighe del Dnepr è il quinto e penultimo impianto.
La diga è stata colpita dai missili Russi il 22 marzo 2024 e ha smesso di funzionare.

## Storia

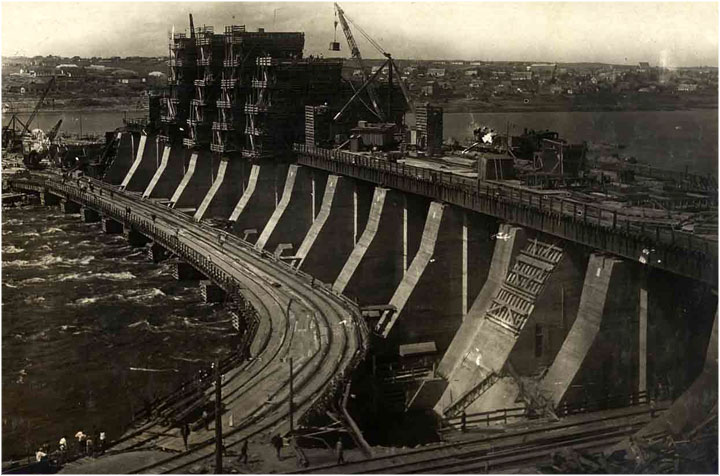
La diga in costruzione nel 1934

I primi progetti di spianamento delle rapide del Dnepr risalgono agli ultimi anni del XIX e alla prima metà del XX secolo con proposte formulate nel 1893, 1894, 1905, 1910 e 1912; questi progetti erano tuttavia volti prevalentemente al miglioramento della navigabilità del fiume fatta eccezione per quello presentato nel 1905 da Genrich Graftio.
La costruzione della diga iniziò il 15 marzo 1927 nell'ambito del piano GOELRO per l'industrializzazione dell'Unione Sovietica. Per permettere i lavori furono inondati oltre 50 insediamenti presenti in zona. La prima unità entro in funzione il 10 ottobre 1932 mentre la diga divenne pienamente operativa nel 1939. Otto turbine furono realizzate dalla Newport News Shipbuilding mentre la nona fu prodotta in Unione Sovietica replicando il disegno di quelle statunitensi; cinque generatori furono forniti da General Electric mentre altri quattro sono stati prodotti dalla medesima azienda ma a Leningrado.